# Unterdonaukreis

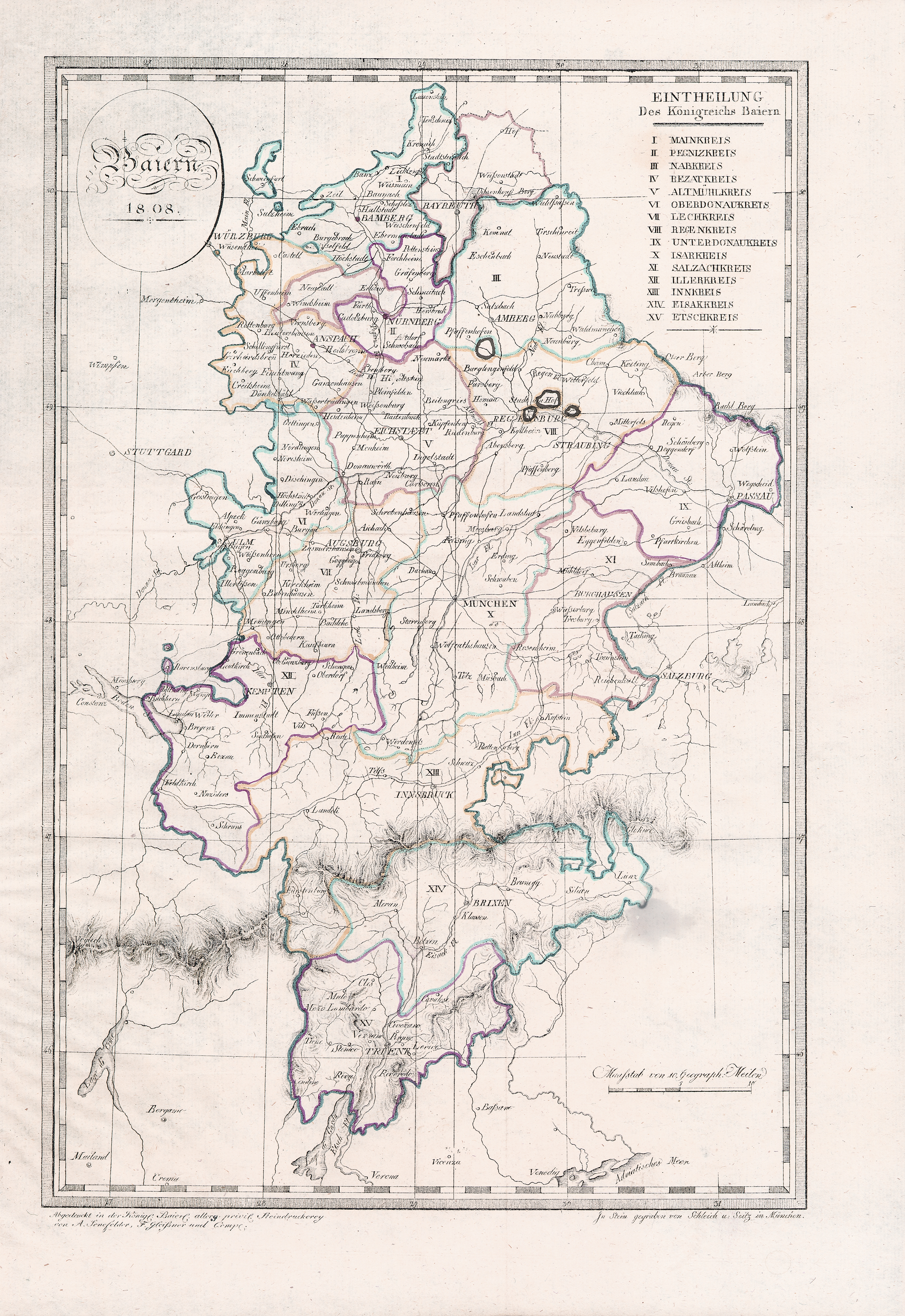
Bayerns Einteilung in Kreise im Jahr 1808

Der Unterdonaukreis mit der Hauptstadt Passau war einer der Kreise des Königreichs Bayern. Er war von 1806 bis 1837 Vorläufer des späteren Regierungsbezirks Niederbayern.

## Gliederung

### Generalkommissariat
In Passau war der Sitz des Generalkommissariats und der Finanzdirektion.

### Kreisunmittelbare Städte
Die kreisunmittelbaren Städte Passau und Straubing (ab 1810) hatten jeweils ein Stadtgericht. Das Appellationsgericht befand sich in Straubing.

### Landgerichte
Der Kreis gliederte sich in folgende Landgerichte älterer Ordnung bzw. Herrschaftsgerichte:
Landgericht Deggendorf, Landgericht Eggenfelden (ab 1810), Landgericht Grafenau (ab 1811), Landgericht Griesbach, Herrschaftsgericht Irlbach (ab 1814), Landgericht Landau an der Isar, Landgericht Mitterfels (ab 1810), Landgericht Obernberg (1810–1816), Landgericht Passau, Landgericht Pfarrkirchen, Landgericht Regen, Landgericht Schärding (1810–1816), Landgericht Viechtach (ab 1810), Landgericht Viechtenstein (1810–1816), Landgericht Vilshofen, Landgericht Waizenkirchen (1810–1816), Landgericht Wegscheid, Landgericht Wolfstein.

## Geschichte
Im Jahr 1808 kam es zu einer grundlegenden Neuordnung der Verwaltung Bayerns, die von Maximilian von Montgelas initiiert wurden. Montgelas war damals der leitende Minister des zwei Jahre zuvor gegründeten Königreichs Bayern. Im Rahmen dieser Reform wurde auch die mittlere Verwaltungsebene komplett umgestaltet, wobei die historisch gewachsenen Territorialeinheiten aufgelöst und stattdessen fünfzehn administrative Kreise geschaffen wurden, zu denen auch der Unterdonaukreis gehörte.
Der Unterdonaukreis mit der Hauptstadt Passau umfasste bei der Gründung zunächst die zehn Landgerichte Regen, Schönberg, Wolfstein, Wegscheid, Passau, Vilshofen, Griesbach, Pfarrkirchen, Landau und Deggendorf und die Stadt Passau. Mit allerhöchster Verordnung vom 23. September 1810 wurde eine Erweiterung zum 1. November 1810 beschlossen. Zum bisherigen Unterdonaukreis kamen aus dem Regenkreis hinzu die Landgerichte Viechtach, Mitterfels (ohne die westlich gelegenen Patrimonialgerichte) und Straubing und die Stadt Straubing, das Landgericht Eggenfelden aus dem Salzachkreis und das ehemalige Landgericht Schärding, das Amt Obernberg und Teile des Hausruckviertels. Das Landgericht Schärding wurde neu formiert und die Landgerichte Obernberg, Viechtenstein und Waizenkirchen neu gegründet. Am 1. Mai 1816 gingen die 1809 an Bayern abgetretenen Teile des Hausruckviertels und des Innviertels wieder an Österreich. Bei der Umformierung des Königreich Bayerns in acht Kreise im Jahr 1817 wurde der Unterdonaukreis nochmals vergrößert. Aus dem bisherigen Salzachkreis kamen die Landgerichte Burghausen und Altötting hinzu, aus dem bisherigen Regenkreis die Landgerichte Cham und Kötzting.
Bei der von König Ludwig I. veranlassten Gebietsreform vom 29. November 1837 wurde der Kreis in Niederbayern umbenannt und der Kreissitz von Passau in die vorher kreisunmittelbare Stadt Landshut (vorher Isarkreis) verlegt. Das Landgericht Cham kam zu diesem Zeitpunkt zur Oberpfalz, die Landgerichte Burghausen und Altötting zu Oberbayern. Hinzu kamen zu diesem Zeitpunkt aus dem bisherigen Isarkreis die Stadt Landshut und die Landgerichte Landshut und Vilsbiburg, aus dem bisherigen Regenkreis die Herrschaft Zaitzkofen und die Landgerichte Abensberg, Kelheim, Pfaffenberg (jetzt Mallersdorf). Der Unterdonaukreis bestand bis zum Jahresende 1837.